# John Albrechtson
John Robert Albrechtson (ur. 22 lipca 1936 w Göteborgu, zm. 27 sierpnia 1985 tamże) – szwedzki żeglarz sportowy. Złoty medalista olimpijski z Montrealu.
Triumfował w klasie Tempest. Partnerował mu Ingvar Hansson. Załoga w tym samym składzie w 1972 zajęła czwarte miejsce na igrzyskach w Monachium. Albrechtson brał również udział w IO 68.
Popełnił samobójstwo.